# نیو سیلم، شهرستان فایت، پنسیلوانیا
نیو سیلم (به انگلیسی: New Salem) یک منطقهٔ مسکونی در ایالات متحده آمریکا است که در شهرستان فایت، پنسیلوانیا واقع شده‌است. نیو سیلم ۳٫۰ کیلومتر مربع مساحت و ۵۷۹ نفر جمعیت دارد و ۳۲۶٫۱۴ متر بالاتر از سطح دریا واقع شده‌است.